# Milan Kňažko
Milan Kňažko, né le 28 août 1945 dans le village de Horné Plachtince (Slovaquie centrale), est un acteur de théâtre et de cinéma et homme politique slovaque.

## Biographie
Après une scolarité dans un lycée technique, il entre à l’École supérieure des arts de la scène de Bratislava (en slovaque : Vysoká škola múzických umení v Bratislave, VŠMU) et séjourne de 1968 à 1970 comme boursier du gouvernement français au Théâtre universitaire de Nancy et participe au Festival mondial du théâtre universitaire lancé par Jack Lang.
Rentré en Tchécoslovaquie, il appartient à diverses troupes, notamment celles du Divadlo Na korze (cs) (1970-1971) et de la Nová scéna (sk) (à partir de 1971) avant de rejoindre en 1985 le Théâtre national slovaque (Slovenské národné divadlo).
À côté de sa carrière théâtrale, il s'engage en politique contre le pouvoir communiste, renvoyant ainsi en octobre 1989 son titre d'artiste méritant (zaslúžilý umelec) au gouvernement pour protester contre la nature du régime.
Au moment de la révolution de velours, il est un des créateurs du mouvement La Société contre la violence (VPN) et l'un des organisateurs des manifestations qui conduisent à la chute du parti communiste et à l'élection de Václav Havel à la tête de l'État. Il devient un des conseillers du nouveau président de la République fédérale tchèque et slovaque. Il est pendant quelques mois doyen de la faculté de théâtre de l’École supérieure des arts de la scène de Bratislava et est élu député à l'Assemblée fédérale.
De juin à août 1990 il est ministre des Relations internationales du gouvernement slovaque et de 1992 à 1993 vice-président du gouvernement et ministre des Affaires étrangères de la République slovaque, qui devient indépendante. De mars 1993 à octobre 1998, il est membre du Parlement slovaque et de 1998 à 2002 ministre de la Culture.
Après avoir été membre du HZDS (1991), il rejoint à sa création en 1995 l'Union démocratique (sk) (Demokratická únia, DÚ) d'Eduard Kukan, qui participe en 2000 à la fondation de l'Union démocrate et chrétienne slovaque (SDKÚ) autour du chef du gouvernement Mikuláš Dzurinda au sein de la Coalition démocratique slovaque (centre droit).
Il est ensuite, de 2003 à 2007, le patron de la chaîne privée de télévision TV JOJ, avant de se recentrer sur ses activités théâtrales et cinématographiques.
En novembre 2013, Milan Kňažko annonce qu'il sera candidat indépendant à l'élection présidentielle de 2014,. Il recueille 12,87 % des suffrages exprimés au premier tour et ne peut se maintenir au second tour.

### Vie personnelle
Il a été marié à trois reprises et a trois enfants.

## Filmographie
Il a joué dans le film Devět kruhů pekla (Les neuf cercles de l'enfer), présenté au festival de Cannes dans la section Un Certain Regard en 1989, qui retrace la situation du Cambodge sous les Khmers rouges.
Tout en étant très présent sur scène au théâtre, il a tourné dans plus de quarante films et téléfilms entre 1965 et 2013.

## Distinctions et récompenses
Milan Kňažko, chevalier de la Légion d'honneur, est président de la section slovaque de l'Association des titulaires des ordres nationaux français (ATONAF).